# Ignàtievka
Ignàtievka (en rus: Игнатьевка) és un poble del krai de Primórie, a l'Extrem Orient de Rússia, que en el cens del 2010 tenia 513 habitants.